# Нагорье (Вологодский район)
Нагорье — деревня в Вологодском районе Вологодской области. Население составляет 70 человек (2010 год).
Входит в состав Лесковского сельского поселения, с точки зрения административно-территориального деления — в Лесковский сельсовет.